# 三越前駅
三越前駅（みつこしまええき）は、東京都中央区日本橋室町にある、東京地下鉄（東京メトロ）の駅。

## 概要
駅名の由来である三越日本橋本店の地下売場と直結している。駅建設にあたっては三越並びに三井グループが建設費を負担している。日本初の企業名を冠した駅である。また、駅構内にエスカレーターを設置した初めての駅でもある。

### 乗り入れ路線
銀座線と半蔵門線が乗り入れ、各路線ごとに駅番号が与えられている。
- 東京メトロ
  -  銀座線 - 駅番号はG 12。
  -  半蔵門線 - 駅番号はZ 09。

半蔵門線の列車は東急電鉄と東武鉄道との3社直通運転を行っている。
なお、新日本橋駅と連絡しており、連絡通路を経由して東日本旅客鉄道（JR東日本）総武快速線に乗り換えることができる。

## 歴史
- 1932年（昭和7年）4月29日：東京地下鉄道（現・東京メトロ銀座線）三越前駅開業。
- 1941年（昭和16年）9月1日：陸上交通事業調整法により東京地下鉄道が路線を帝都高速度交通営団（営団地下鉄）に譲渡、営団地下鉄の駅となる。
- 1972年（昭和47年）7月15日：日本国有鉄道（国鉄）総武快速線新日本橋駅開業。同時に乗り換え業務を開始。
- 1980年（昭和55年）3月31日：半蔵門線当駅部の土木工事が完成[3]（本石町工区、室町一・二工区と引き上げ線の三工区[3]）。ただし、半蔵門 - 九段下間の建設が反対運動により大幅に遅れたため、当駅への延伸開業も遅れた[3]。
- 1989年（平成元年）1月26日：半蔵門線が開業し、乗換駅となる[4]。
- 2004年（平成16年）4月1日：営団地下鉄の民営化に伴い、東京地下鉄（東京メトロ）に継承される[5]。
- 2007年（平成19年）3月18日：ICカード「PASMO」の利用が可能となる[6]。
- 2018年（平成30年）
  - 7月27日：銀座線ホームに発車メロディを導入[7]。
  - 9月13日：半蔵門線ホームに発車メロディを導入[8]。

## 駅構造
銀座線・半蔵門線のいずれも島式ホーム1面2線を有する地下駅。両線は改札外連絡となり、乗り換えるためには一旦改札を出場し、「夢ロード」と呼ばれる連絡通路を経由する。東京メトロが公表している乗り換え時間の目安は5分となっている。2013年（平成25年）に連絡通路の拡幅工事が完成し、従来の倍以上の幅員となった。
銀座線の駅と新日本橋駅の位置はそれほど離れていないが、新日本橋駅が地下深くにあるため、乗り換え時間の目安は4分である。また、半蔵門線の駅と新日本橋駅は銀座線の駅を挟んで反対側にあり、両駅の乗り換え時間の目安は10分とされている。
半蔵門線ホームの渋谷寄りから通じる常盤橋方面改札（B1 - B3出入口）はコンコースが完全に独立しており、銀座線や三越方面への通路とは接続していない。
トイレは従来半蔵門線の改札内に2か所設置されていたが、2007年4月に銀座線中央改札外コンコースにオストメイト対応設備やベビーシートを設けた多機能トイレや幼児専用トイレが新設された。なお、半蔵門線側の押上側改札口内のトイレには多機能トイレが併設されている。
銀座線の開業時は、当駅の浅草寄りに両渡り分岐器を設置して折り返し運転を行っていた。この分岐器は1934年（昭和9年）の銀座駅延伸時に片渡り線に変更された。早朝には神田駅・末広町駅に夜間留置された車両を、浅草方面へ回送するための転線に使用されている。
「日本橋駅務管区三越前地域」として近隣の駅を管理している。
半蔵門線
半蔵門線の当駅は外堀通り（都道405号）の常盤橋交差点から中央通り（国道20号）日本橋北詰交差点間の地下深くに位置し、道路の両側には東京銀行本店・別館、東洋経済ビル、三越百貨店本店新館、日本橋大栄ビル、興亜火災海上ビルなどの高層ビル（ビル名は建設当時のもの）に挟まれた幅員22 mの中央区道下に建設された。
駅両端にはシールドマシンの発進・到達立坑が開削工法で建設されており、シールド基地として使用後は駅施設に改装した。渋谷寄り発進立坑が延長36.5 m（掘削深さ32.4 m）、押上寄り到達立坑（後述の引き上げ線シールド機の発進立坑としても使用）が延長97.2 m（掘削深さ30.4 m）、乗降場（ホーム）は地下5階部に位置し、駅部延長385.5 mのうち乗降場（ホーム）と通路となる延長251.8 mをシールド工法で施工した。
渋谷方から押上方に向かって、2本の単線シールドトンネル（トンネル外径8.0 m、最下段に掘削機（バックホー）を備えた半機械掘り式シールド機）を掘削後、シールドトンネル間の上部をルーフシールド機（前面に掘削機付き）で掘削し、ホーム延長218.3 m（通路部33.5 m）、幅員9.9 mの島式ホームとしたものである。（めがね形駅ルーフシールド工法）。両側にあるビル群には、シールドマシンによる影響を避けるため、薬液注入による建物防護工事（地盤改良）が行われた。
乗降場（ホーム）は中央に半径700 mの曲線が、また押上方面に向かって8‰の上り勾配に位置している。半蔵門線当駅の深さは27.8 mで、半蔵門線全駅では3番目に深い。銀座線の深さは8.5 mと浅い位置を通っている。東京地下鉄における「駅の深さ」とは、駅中心部における地表からレール面までの深さを表す。
このほか、押上方面に向かって延長282 mの複線シールドトンネルが同時に建設された。これは1989年（平成元年）の開業時から翌年の水天宮前駅延伸までの期間、両渡り分岐器を設置した折り返し用の引き上げ線として使用するものであり、延伸後は本線となった。このため、現在の4番線を降車専用ホームとして押上方面に引き上げた後、折り返して3番線に始発電車として発車していた。水天宮前延伸開業後、折り返し用の両渡り分岐器は撤去された。
半蔵門線ホームの駅名標の周りには、猪熊弦一郎による壁画デザインパネル「21世紀をめざす創造の街」が配置されている。このデザインパネルは36枚すべてが異なるデザインとなっている。

### のりば
| 番線                      | 路線     | 行先                                     |
| ------------------------- | -------- | ---------------------------------------- |
| 銀座線ホーム（地下2階）   |          |                                          |
| 1                         | 銀座線   | 渋谷方面                                 |
| 2                         | 銀座線   | 浅草方面                                 |
| 半蔵門線ホーム（地下5階） |          |                                          |
| 3                         | 半蔵門線 | 渋谷・長津田・中央林間方面               |
| 4                         | 半蔵門線 | 押上〈スカイツリー前〉・久喜・南栗橋方面 |

（出典：東京メトロ:構内図）

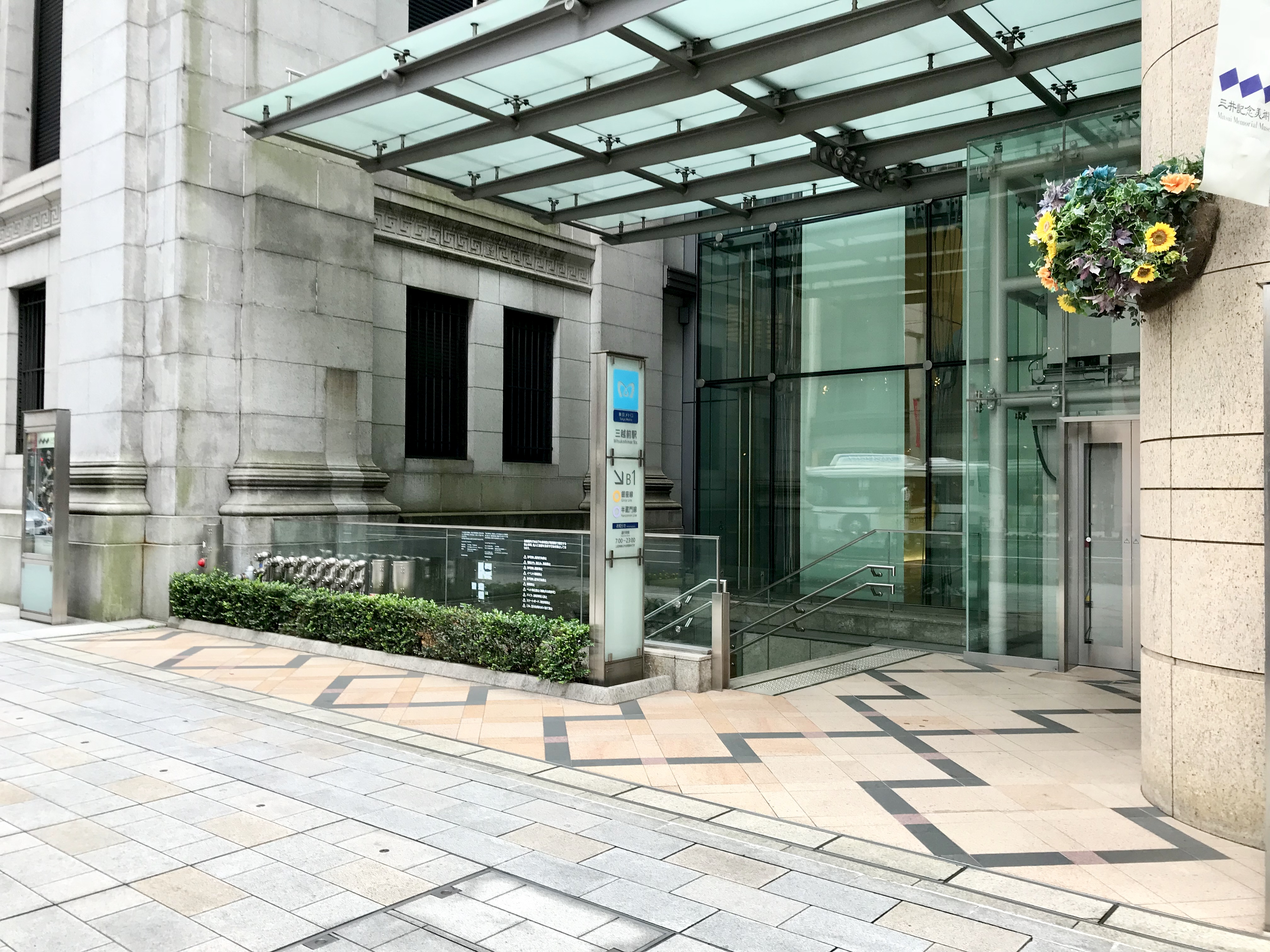
A7番出入口と三井本館（2018年10月）
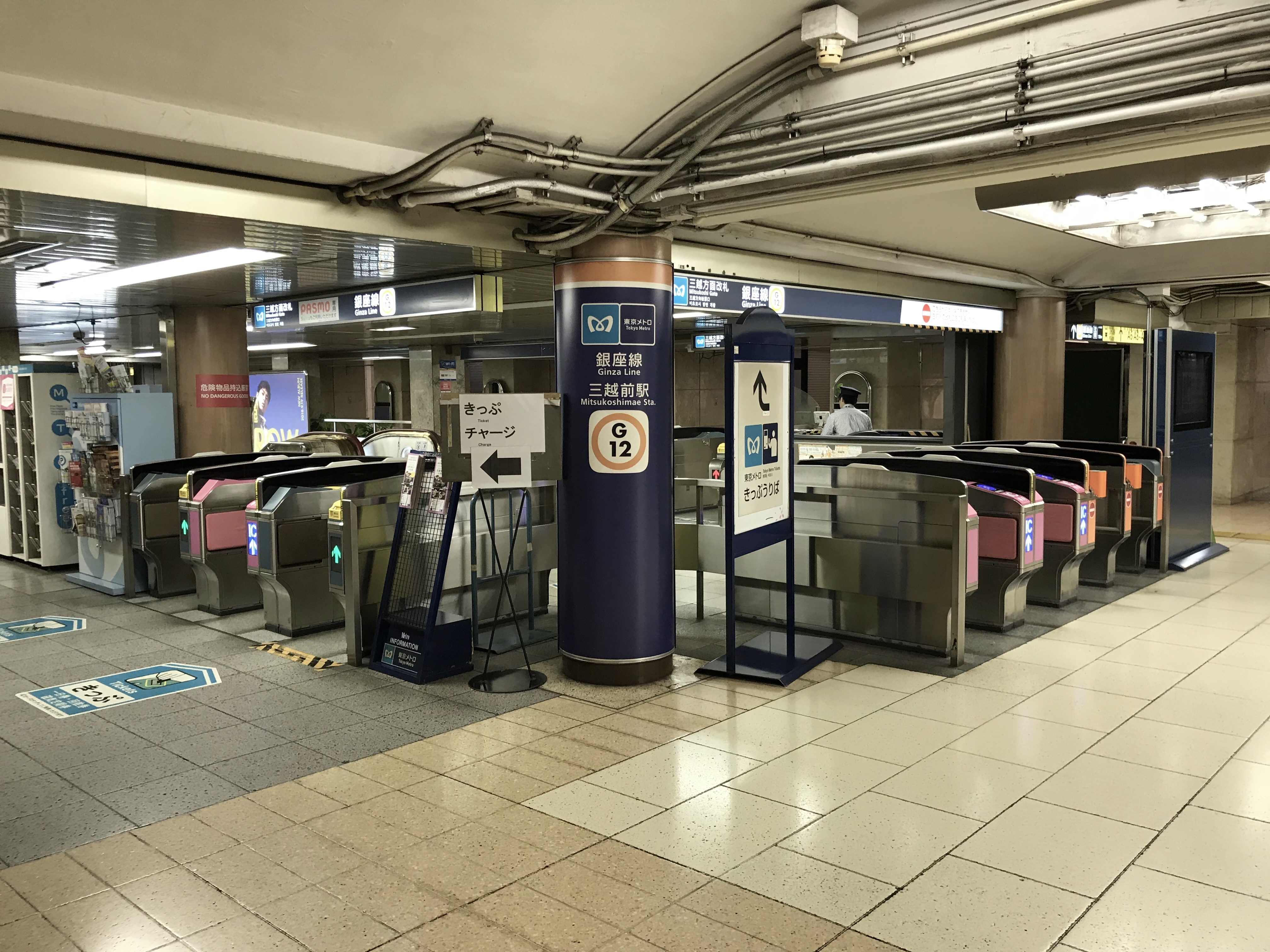
三越方面改札口（2018年9月）
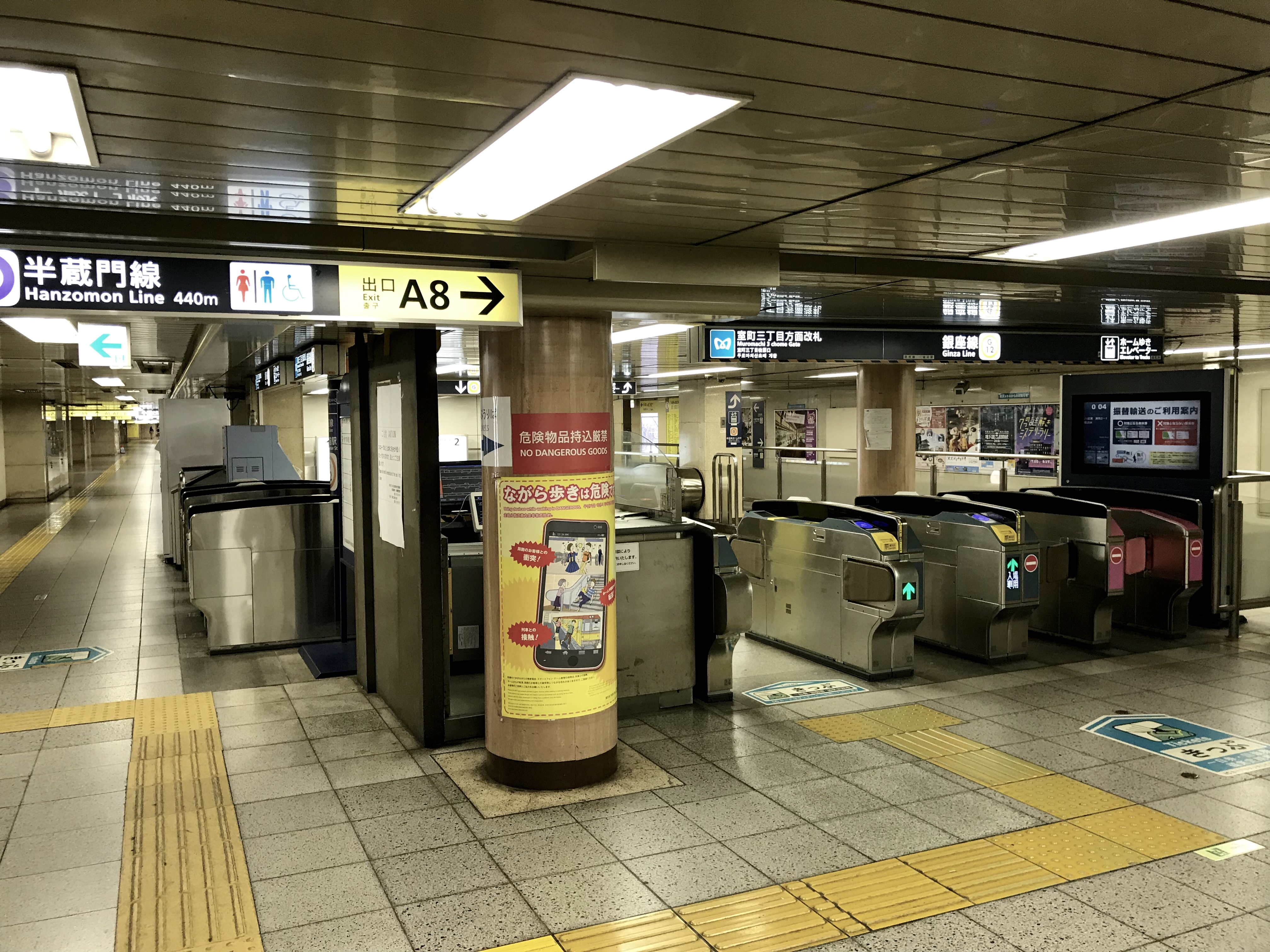
室町三丁目方面改札口（2018年9月）
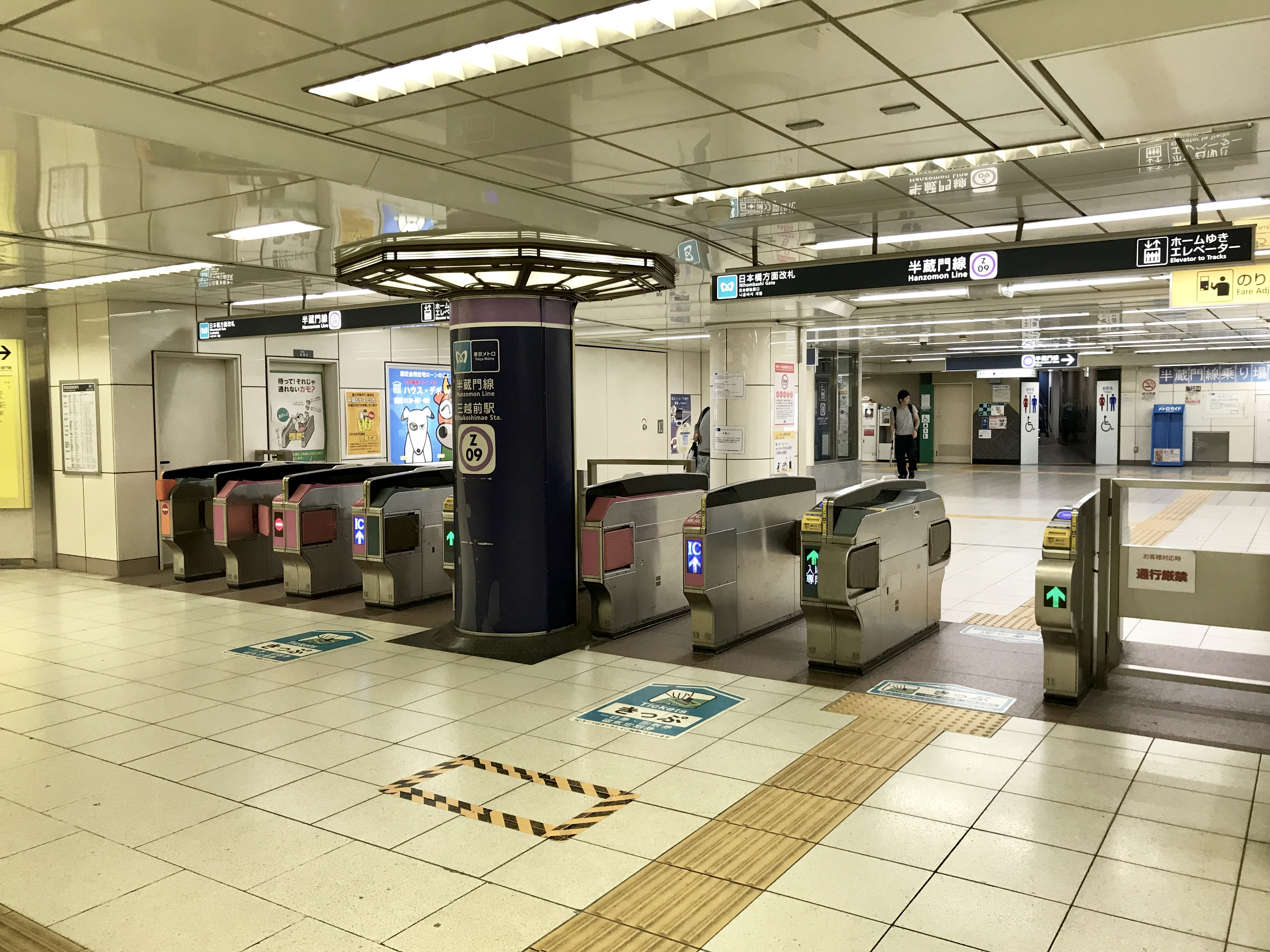
日本橋方面改札口（2018年9月）
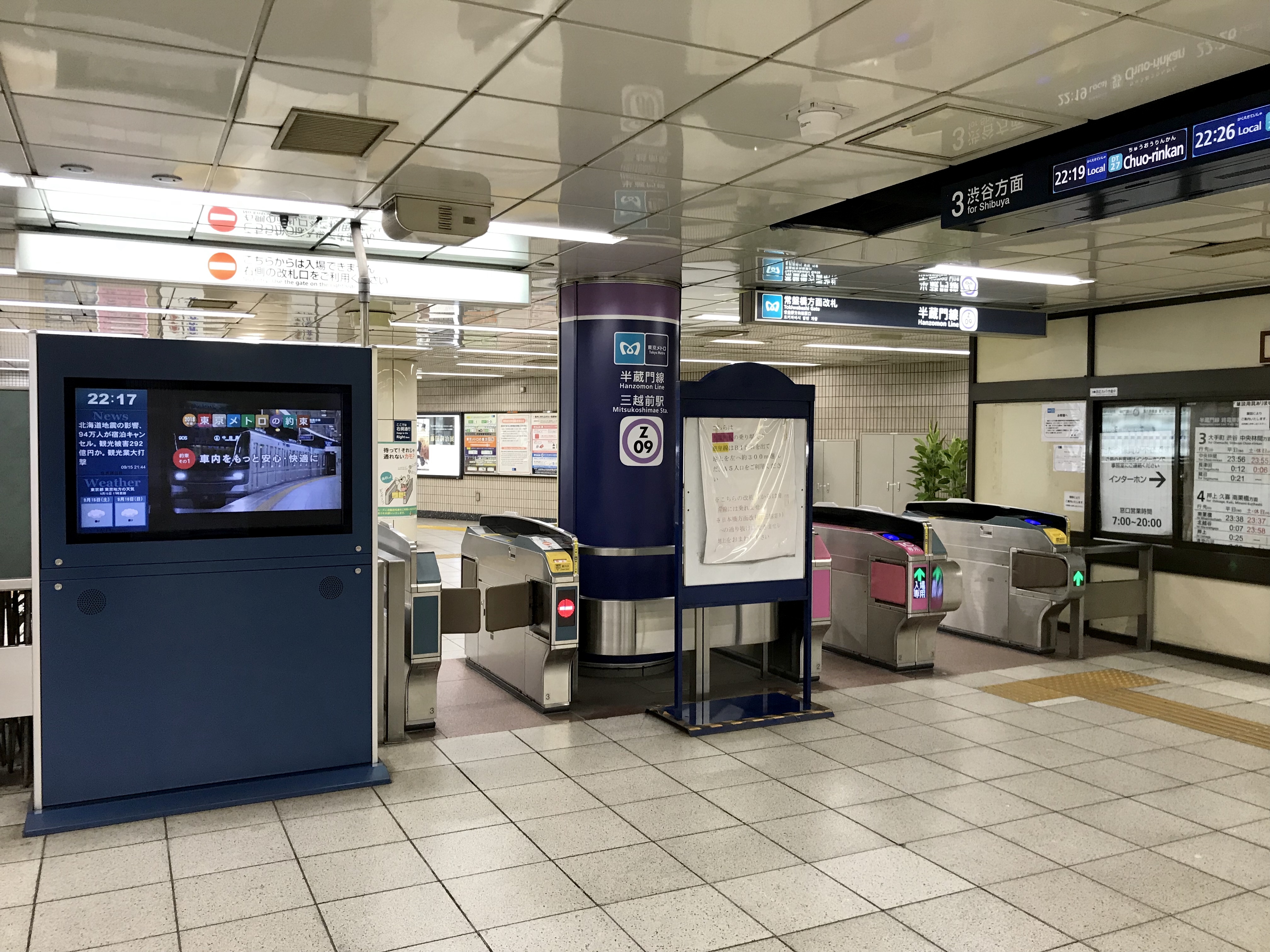
常盤橋方面改札口（2018年9月）
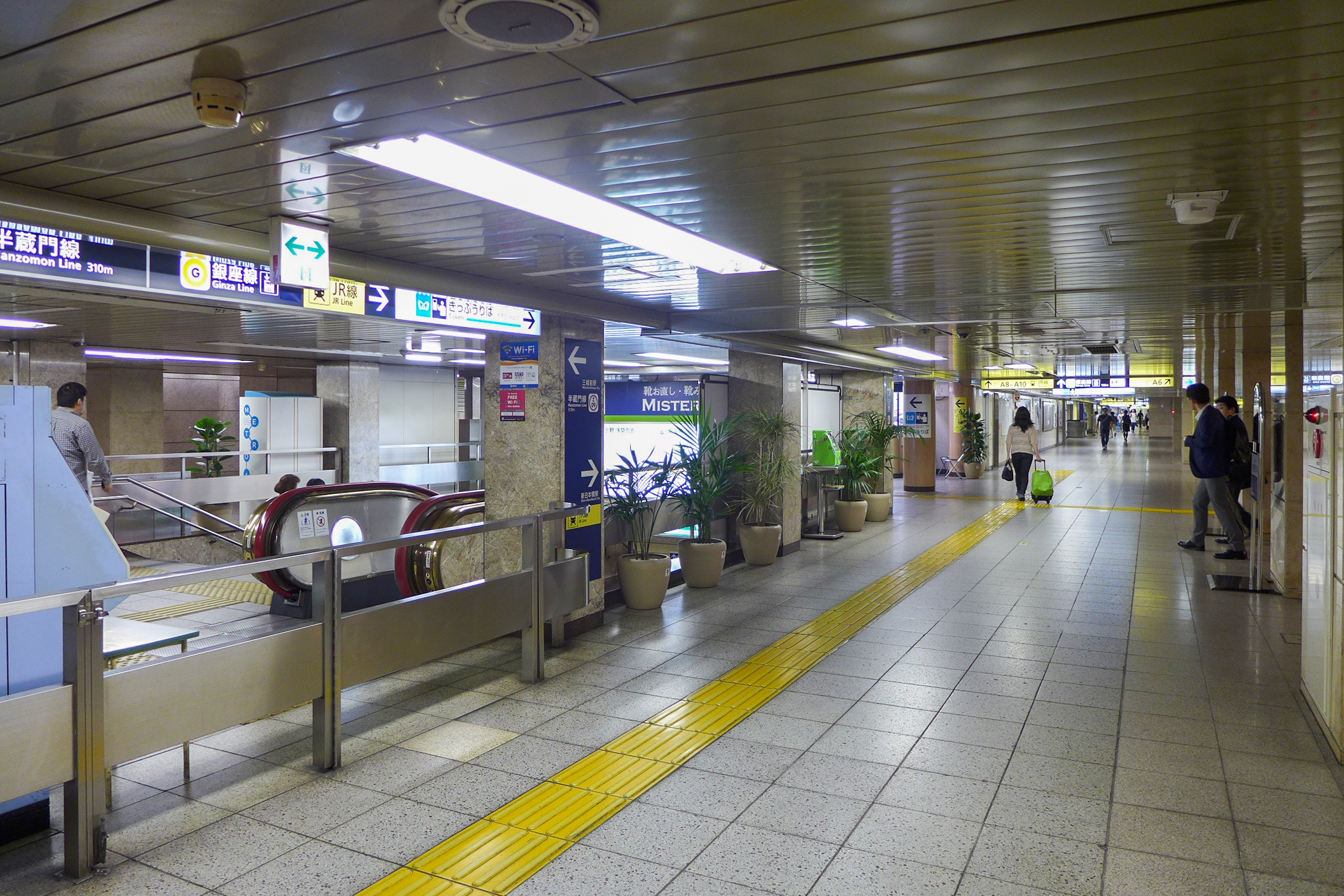
銀座線コンコース（2015年）
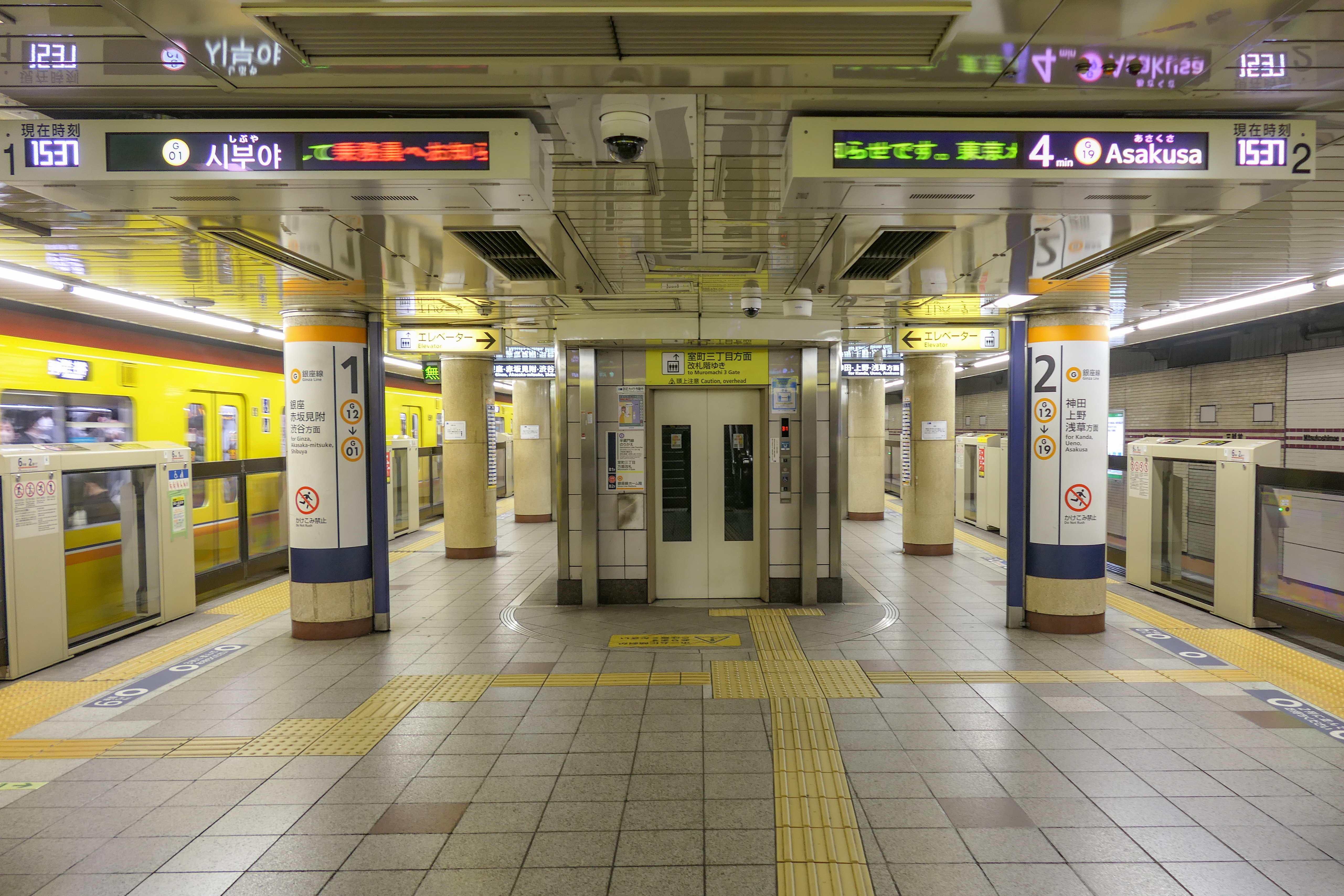
銀座線ホーム（2022年12月）
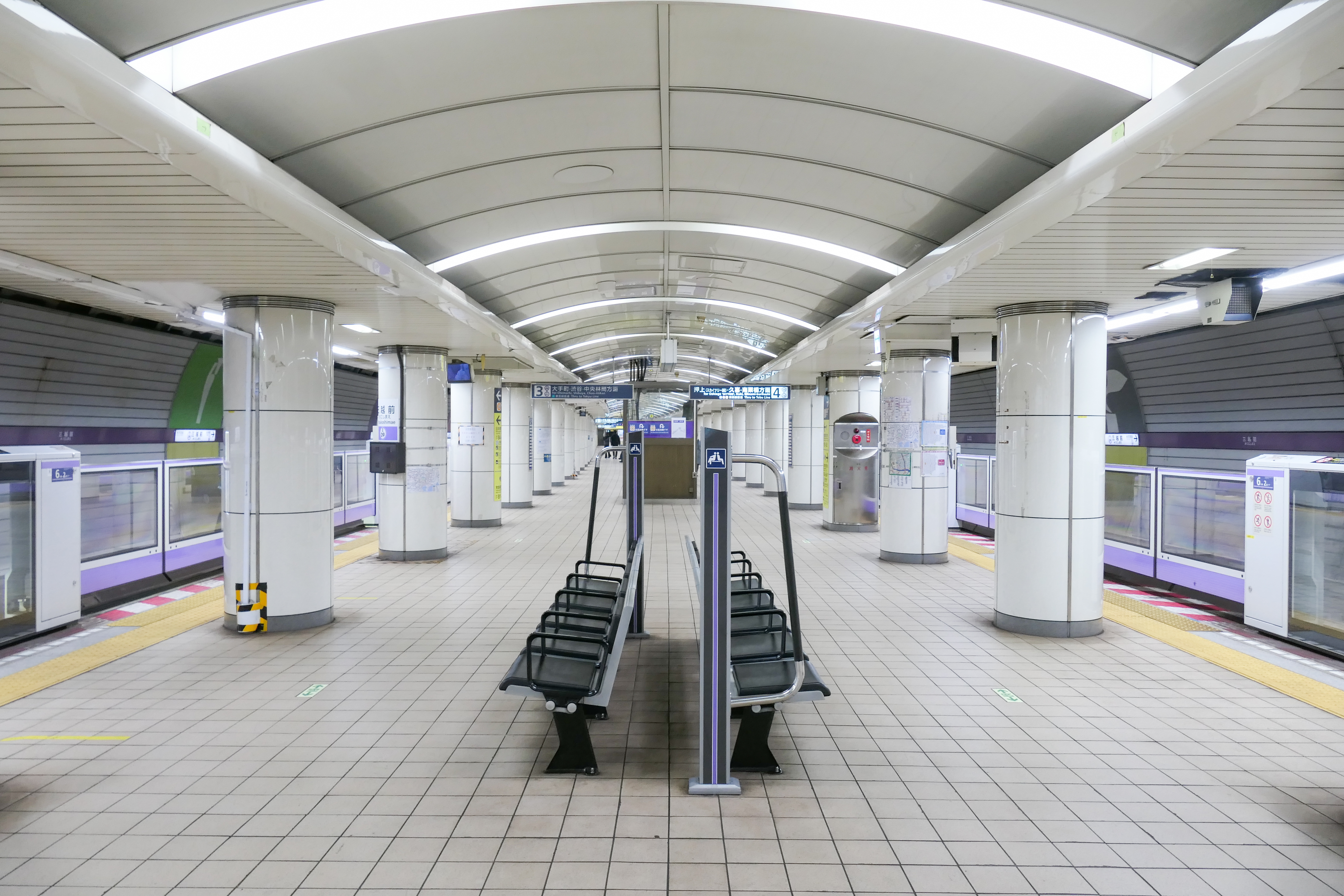
半蔵門線ホーム（2022年12月）
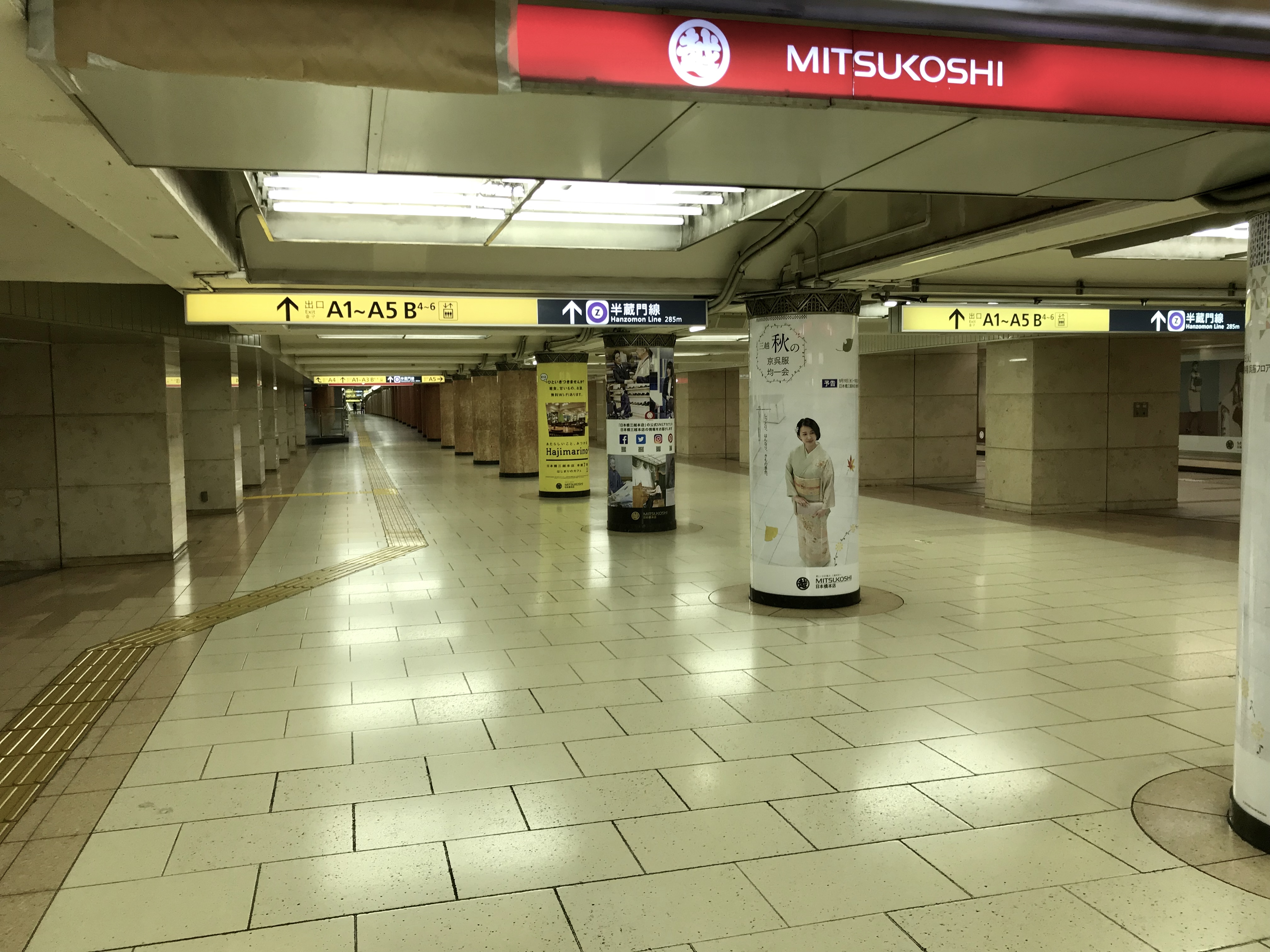
夢ロード（2018年9月）
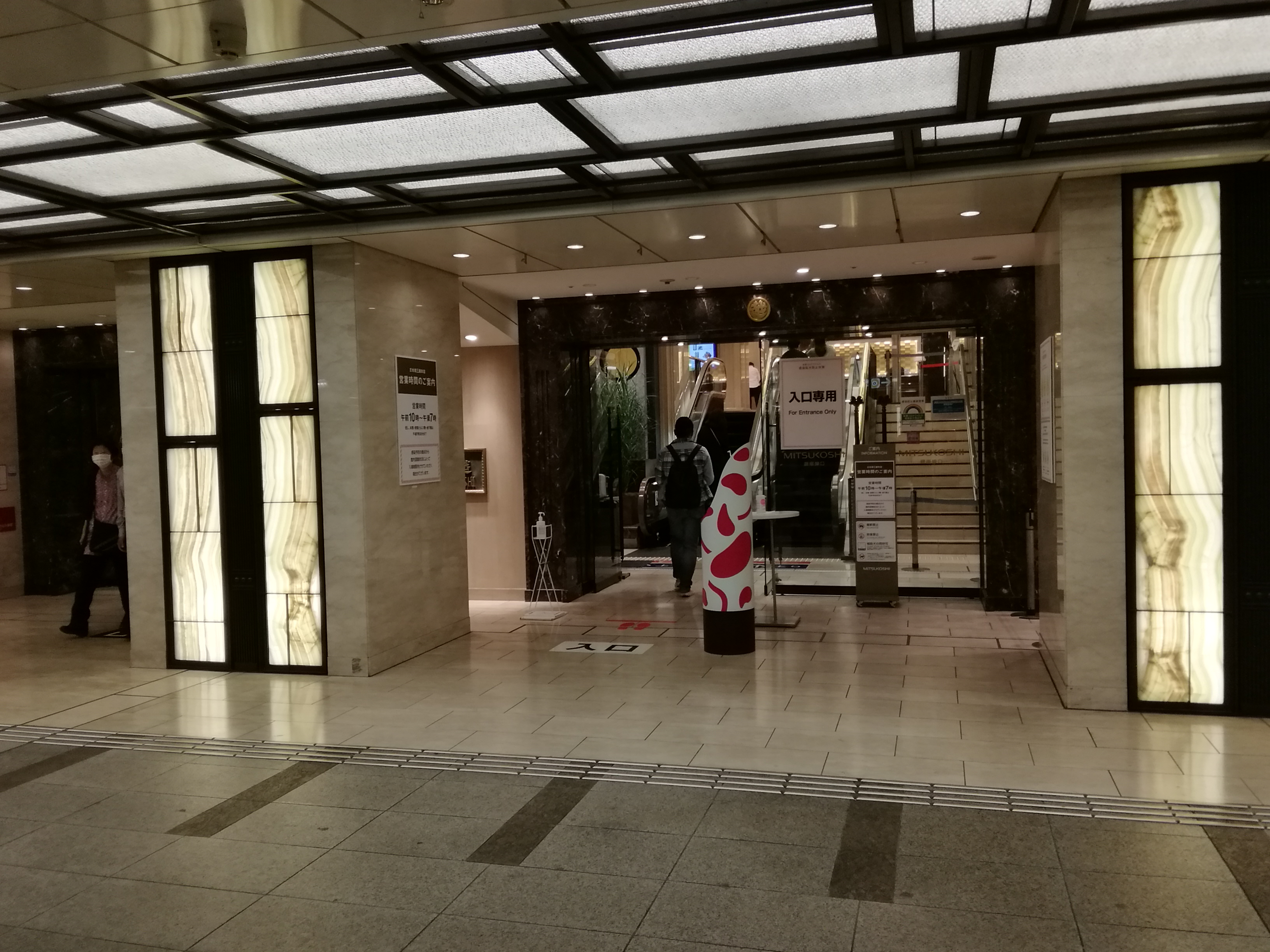
三越地下の銀座線口

### 発車メロディ
銀座線ホームでは2018年（平成30年）7月27日から、半蔵門線ホームでは同年9月13日から、スイッチ制作の発車メロディ（発車サイン音）を使用している。曲は両ホームとも、民謡「お江戸日本橋」をアレンジしたもので、1番線と4番線のバージョンは福嶋尚哉、2番線と3番線のバージョンは塩塚博が編曲を手掛けた。

## 利用状況
- 東京メトロ - 2024年度の1日平均乗降人員は117,531人である[メトロ 1]。
東京メトロ全130駅中四ツ谷駅に次いで22位。この値は銀座線⇔半蔵門線間の乗換人員を含まない。
  - 銀座線⇔半蔵門線間の乗換人員を含んだ、2019年度の路線別1日平均乗降人員は以下のとおりである[乗降データ 1]。
    - 銀座線 - 102,335人 - 同線内では第11位。
    - 半蔵門線 - 94,665人 - 同線内では第5位。

### 年度別1日平均乗降人員
近年の1日平均乗降人員推移は下表の通り。
| 年度               | 営団 / 東京メトロ | 営団 / 東京メトロ |
| 年度               | 1日平均 乗降人員  | 増加率            |
| ------------------ | ----------------- | ----------------- |
| 1999年（平成11年） | 117,241           |                   |
| 2000年（平成12年） | 118,399           | 1.0%              |
| 2001年（平成13年） | 116,243           | −1.8%             |
| 2002年（平成14年） | 110,127           | −5.3%             |
| 2003年（平成15年） | 111,758           | 1.5%              |
| 2004年（平成16年） | 114,963           | 2.9%              |
| 2005年（平成17年） | 120,907           | 5.2%              |
| 2006年（平成18年） | 122,007           | 0.9%              |
| 2007年（平成19年） | 124,040           | 1.7%              |
| 2008年（平成20年） | 124,040           | 0.0%              |
| 2009年（平成21年） | 117,456           | −5.3%             |
| 2010年（平成22年） | 116,824           | −0.5%             |
| 2011年（平成23年） | 115,784           | −0.9%             |
| 2012年（平成24年） | 117,018           | 1.1%              |
| 2013年（平成25年） | 120,845           | 3.3%              |
| 2014年（平成26年） | 127,807           | 5.8%              |
| 2015年（平成27年） | 125,491           | −1.8%             |
| 2016年（平成28年） | 127,157           | 1.3%              |
| 2017年（平成29年） | 129,691           | 2.0%              |
| 2018年（平成30年） | 132,185           | 1.9%              |
| 2019年（令和元年） | 133,564           | 1.0%              |
| 2020年（令和02年） | 87,151            | −34.7%            |
| 2021年（令和03年） | 87,579            | 0.5%              |
| 2022年（令和04年） | 100,581           | 14.8％            |
| 2022年（令和04年） | 110,666           | 10.0％            |
| 2024年（令和06年） | 117,531           | 6.2%              |

### 年度別1日平均乗車人員（1930年代）
1日平均乗車人員推移は下表の通り。
| 年度               | 東京地下鉄道 | 出典             |
| ------------------ | ------------ | ---------------- |
| 1932年（昭和07年） | 4,534        | [ 東京府統計 1 ] |
| 1933年（昭和08年） | 6,330        | [ 東京府統計 2 ] |
| 1934年（昭和09年） | 7,350        | [ 東京府統計 3 ] |
| 1935年（昭和10年） | 8,450        | [ 東京府統計 4 ] |

### 年度別1日平均乗車人員（1956 - 2000年）
| 年度               | 銀座線 | 半蔵門線 | 出典              |
| ------------------ | ------ | -------- | ----------------- |
| 1956年（昭和31年） | 23,624 | 未開業   | [ 東京都統計 1 ]  |
| 1957年（昭和32年） | 25,998 | 未開業   | [ 東京都統計 2 ]  |
| 1958年（昭和33年） | 25,853 | 未開業   | [ 東京都統計 3 ]  |
| 1959年（昭和34年） | 25,822 | 未開業   | [ 東京都統計 4 ]  |
| 1960年（昭和35年） | 26,567 | 未開業   | [ 東京都統計 5 ]  |
| 1961年（昭和36年） | 31,340 | 未開業   | [ 東京都統計 6 ]  |
| 1962年（昭和37年） | 31,305 | 未開業   | [ 東京都統計 7 ]  |
| 1963年（昭和38年） | 35,572 | 未開業   | [ 東京都統計 8 ]  |
| 1964年（昭和39年） | 36,719 | 未開業   | [ 東京都統計 9 ]  |
| 1965年（昭和40年） | 36,087 | 未開業   | [ 東京都統計 10 ] |
| 1966年（昭和41年） | 34,134 | 未開業   | [ 東京都統計 11 ] |
| 1967年（昭和42年） | 35,253 | 未開業   | [ 東京都統計 12 ] |
| 1968年（昭和43年） | 39,908 | 未開業   | [ 東京都統計 13 ] |
| 1969年（昭和44年） | 44,762 | 未開業   | [ 東京都統計 14 ] |
| 1970年（昭和45年） | 49,852 | 未開業   | [ 東京都統計 15 ] |
| 1971年（昭和46年） | 52,019 | 未開業   | [ 東京都統計 16 ] |
| 1972年（昭和47年） | 53,795 | 未開業   | [ 東京都統計 17 ] |
| 1973年（昭和48年） | 52,628 | 未開業   | [ 東京都統計 18 ] |
| 1974年（昭和49年） | 52,515 | 未開業   | [ 東京都統計 19 ] |
| 1975年（昭和50年） | 53,738 | 未開業   | [ 東京都統計 20 ] |
| 1976年（昭和51年） | 52,647 | 未開業   | [ 東京都統計 21 ] |
| 1977年（昭和52年） | 51,928 | 未開業   | [ 東京都統計 22 ] |
| 1978年（昭和53年） | 50,751 | 未開業   | [ 東京都統計 23 ] |
| 1979年（昭和54年） | 51,137 | 未開業   | [ 東京都統計 24 ] |
| 1980年（昭和55年） | 51,868 | 未開業   | [ 東京都統計 25 ] |
| 1981年（昭和56年） | 51,570 | 未開業   | [ 東京都統計 26 ] |
| 1982年（昭和57年） | 49,671 | 未開業   | [ 東京都統計 27 ] |
| 1983年（昭和58年） | 49,186 | 未開業   | [ 東京都統計 28 ] |
| 1984年（昭和59年） | 49,926 | 未開業   | [ 東京都統計 29 ] |
| 1985年（昭和60年） | 51,463 | 未開業   | [ 東京都統計 30 ] |
| 1986年（昭和61年） | 53,296 | 未開業   | [ 東京都統計 31 ] |
| 1987年（昭和62年） | 55,044 | 未開業   | [ 東京都統計 32 ] |
| 1988年（昭和63年） | 54,803 | 14,369   | [ 東京都統計 33 ] |
| 1989年（平成元年） | 50,096 | 17,482   | [ 東京都統計 34 ] |
| 1990年（平成02年） | 49,386 | 20,644   | [ 東京都統計 35 ] |
| 1991年（平成03年） | 47,779 | 21,000   | [ 東京都統計 36 ] |
| 1992年（平成04年） | 46,997 | 22,219   | [ 東京都統計 37 ] |
| 1993年（平成05年） | 45,932 | 21,989   | [ 東京都統計 38 ] |
| 1994年（平成06年） | 44,315 | 21,293   | [ 東京都統計 39 ] |
| 1995年（平成07年） | 42,164 | 20,910   | [ 東京都統計 40 ] |
| 1996年（平成08年） | 41,605 | 20,723   | [ 東京都統計 41 ] |
| 1997年（平成09年） | 40,767 | 20,707   | [ 東京都統計 42 ] |
| 1998年（平成10年） | 40,049 | 20,811   | [ 東京都統計 43 ] |
| 1999年（平成11年） | 38,344 | 19,926   | [ 東京都統計 44 ] |
| 2000年（平成12年） | 38,611 | 20,614   | [ 東京都統計 45 ] |

### 年度別1日平均乗車人員（2001年以降）
| 年度               | 銀座線 | 半蔵門線 | 出典              |
| ------------------ | ------ | -------- | ----------------- |
| 2001年（平成13年） | 37,710 | 20,901   | [ 東京都統計 46 ] |
| 2002年（平成14年） | 35,923 | 20,534   | [ 東京都統計 47 ] |
| 2003年（平成15年） | 34,541 | 22,096   | [ 東京都統計 48 ] |
| 2004年（平成16年） | 35,247 | 23,677   | [ 東京都統計 49 ] |
| 2005年（平成17年） | 36,060 | 24,732   | [ 東京都統計 50 ] |
| 2006年（平成18年） | 35,885 | 25,784   | [ 東京都統計 51 ] |
| 2007年（平成19年） | 35,874 | 26,964   | [ 東京都統計 52 ] |
| 2008年（平成20年） | 35,378 | 26,082   | [ 東京都統計 53 ] |
| 2009年（平成21年） | 33,970 | 25,616   | [ 東京都統計 54 ] |
| 2010年（平成22年） | 33,641 | 25,687   | [ 東京都統計 55 ] |
| 2011年（平成23年） | 33,339 | 25,550   | [ 東京都統計 56 ] |
| 2012年（平成24年） | 33,587 | 25,677   | [ 東京都統計 57 ] |
| 2013年（平成25年） | 34,715 | 26,638   | [ 東京都統計 58 ] |
| 2014年（平成26年） | 36,721 | 28,008   | [ 東京都統計 59 ] |
| 2015年（平成27年） | 35,675 | 27,842   | [ 東京都統計 60 ] |
| 2016年（平成28年） | 36,052 | 28,348   | [ 東京都統計 61 ] |
| 2017年（平成29年） | 36,586 | 29,156   | [ 東京都統計 62 ] |
| 2018年（平成30年） | 36,888 | 30,079   | [ 東京都統計 63 ] |
| 2019年（令和元年） | 36,582 | 31,036   | [ 東京都統計 64 ] |

備考
1. ↑  1932年4月29日開業。
2. ↑  開業日（1月26日）から3月31日までの計65日間を集計したデータ。

## 駅周辺
- 三越日本橋本店
  - 三越劇場
- 日本銀行本店
  - 貨幣博物館
- スルガ銀行 東京支店
- 北海道銀行・北陸銀行東京支店
- 日本橋室町郵便局
- 新日本橋駅前郵便局
- 日本橋MUFGプラザ
- 三井本館
  - 三井不動産本社
  - 三井住友銀行日本橋支店
  - 三井住友信託銀行日本橋営業部
  - 三井記念美術館
  - 日本橋三井ビル内郵便局
- 日本橋三井タワー（三井新館）
  - 東レ東京本社
  - 中外製薬本社
  - デンカ本社
  - マンダリン・オリエンタル東京
- 室町東三井ビルディング
  - COREDO室町
- 室町古河三井ビルディング
  - COREDO室町2
    - TOHOシネマズ日本橋
- 室町ちばぎん三井ビルディング
  - COREDO室町3
- 日本橋室町三井タワー
  - COREDO室町テラス
- TOKIWAブリッジ
- 東洋経済新報社
- 稲畑産業東京本社
- 長瀬産業東京本社
- 第一三共本社
- アステラス製薬本社
- 田辺三菱製薬東京本社

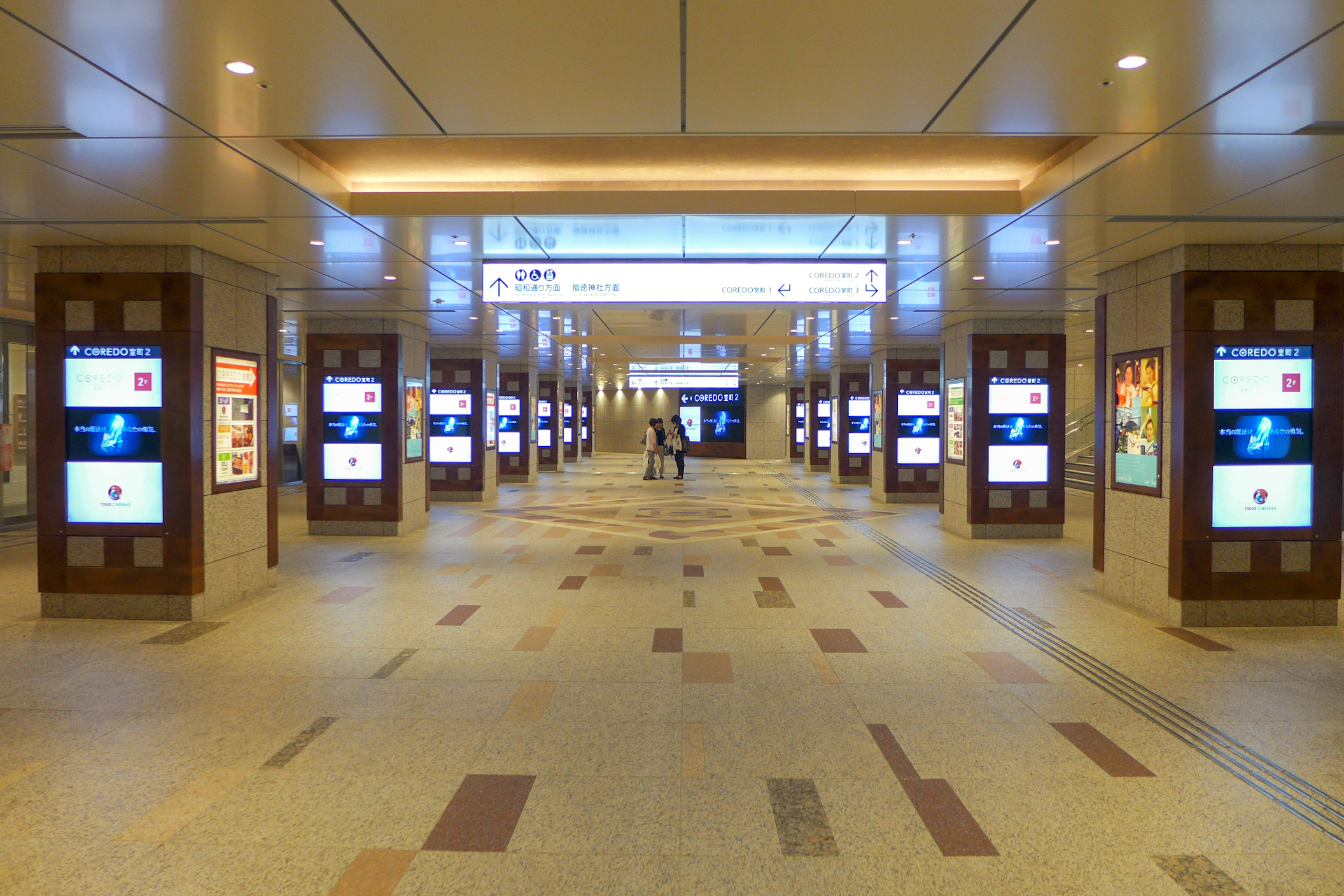
COREDO室町地下通路

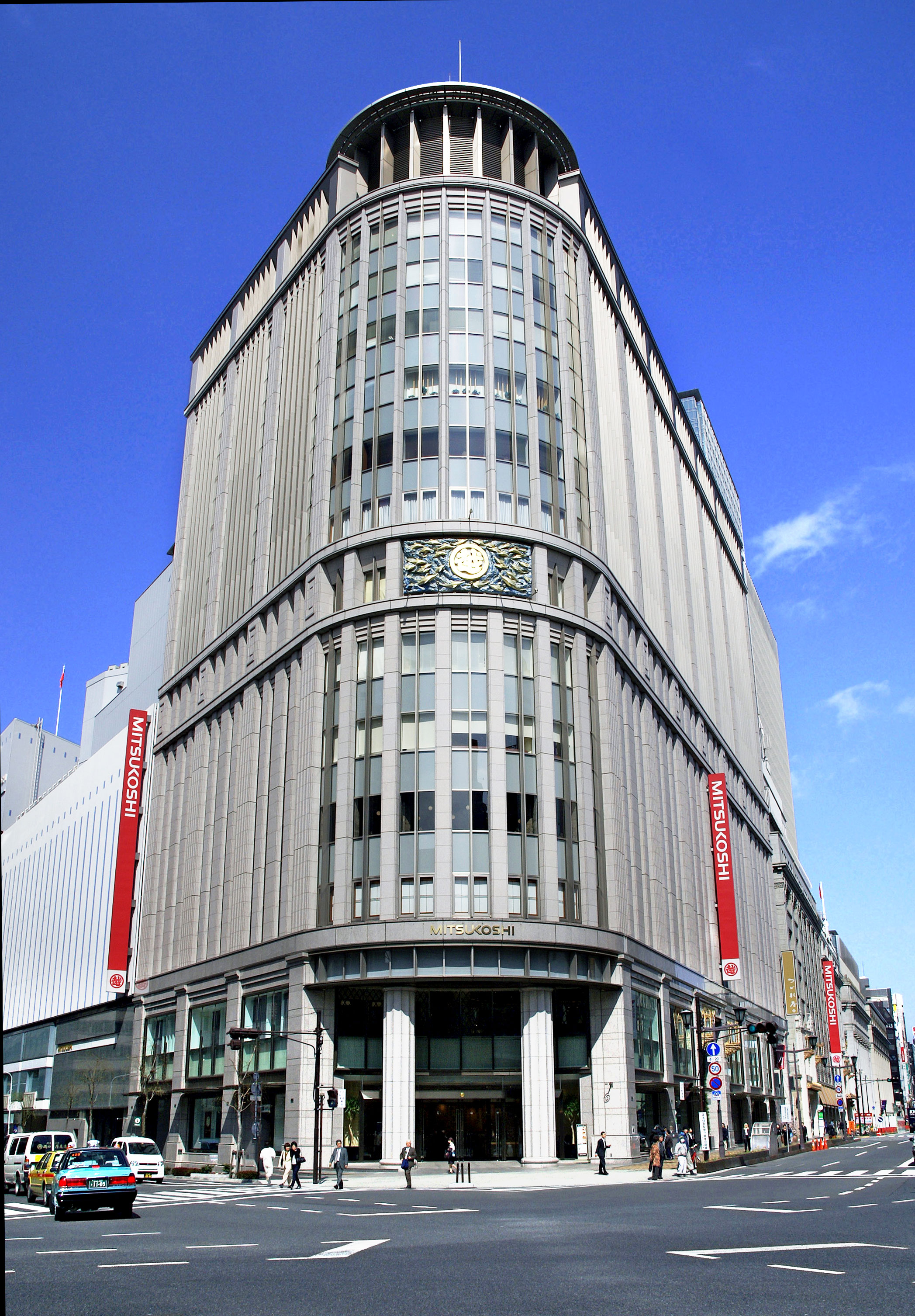
三越 日本橋本店新館

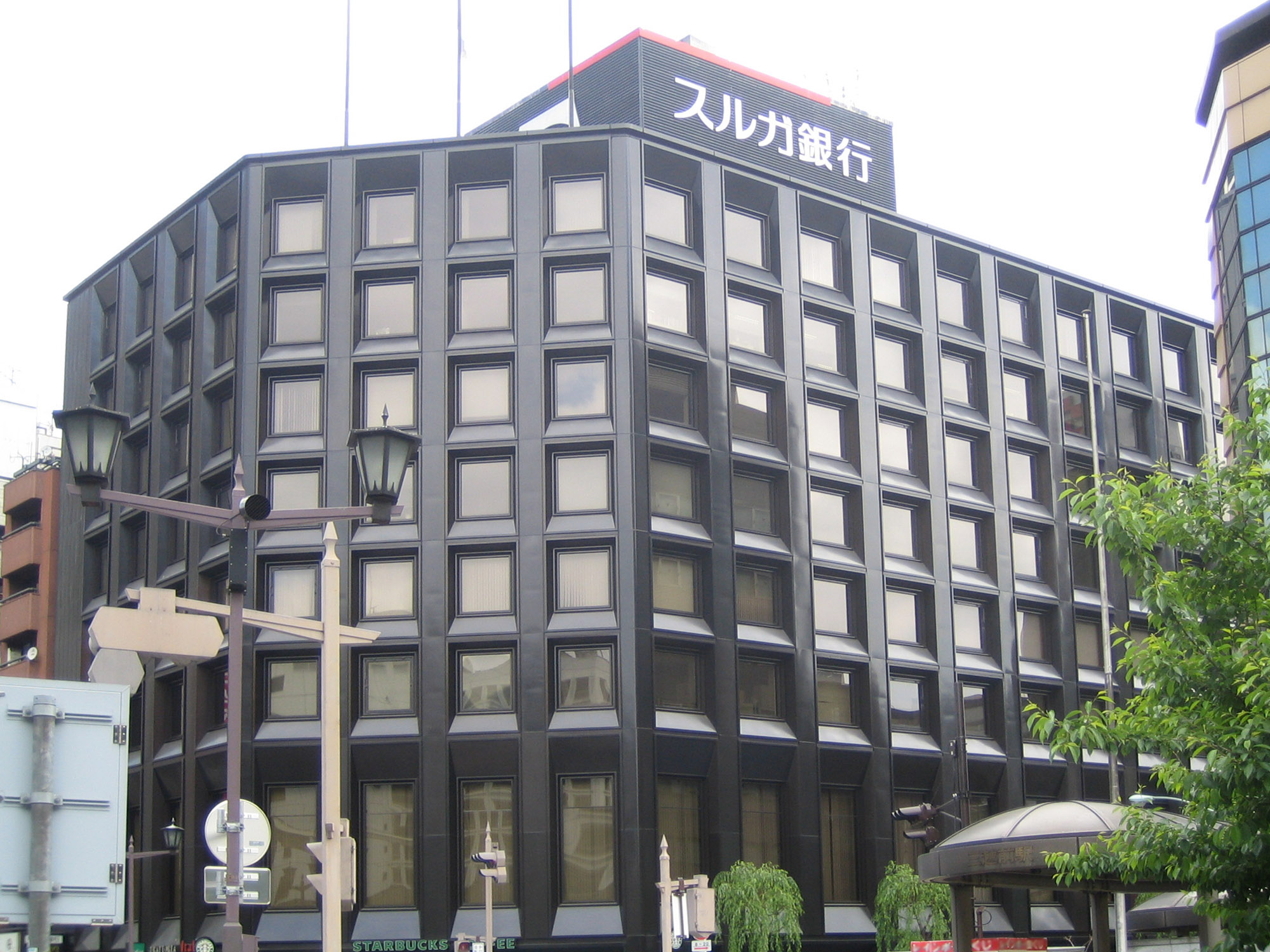
スルガ銀行

- 東京駅日本橋口：B2出口から南へ約200メートルと至近、半蔵門線からは東海道新幹線・東北新幹線などへの実質的な最寄り駅となる。西隣の大手町駅よりも近い。
- 東京メトロ東西線大手町駅
- 日本橋 - 半蔵門線側
- 常盤橋

## バス路線
最寄りのバス停留所は、日本橋三越・室町三丁目・地下鉄三越前駅（A2出口）・三井記念美術館（A8出口）・日本橋室町一丁目（A4出口）・本石町一丁目・新日本橋駅（A10出口）・室町二丁目（A4出口）となる。以下の路線がそれぞれの停留所に乗り入れ、東42-1系統は都営バス（東京都交通局）、メトロリンク日本橋は日の丸自動車興業、中央区コミュニティバスは日立自動車交通によりそれぞれ運行されている。
日本橋三越
- 都営バス
  - 東42-1：南千住駅西口行・南千住車庫前行 / 東京駅八重洲口行

室町三丁目
- 都営バス
  - 東42-1：南千住駅西口行・南千住車庫前行 / 東京駅八重洲口行

地下鉄三越前駅・三井記念美術館・日本橋室町一丁目
- 日の丸自動車興業
  - メトロリンク日本橋：JR新日本橋駅方面/東京駅八重洲口方面

地下鉄三越前駅
- 日の丸自動車興業
  - メトロリンク日本橋Eライン：地下鉄水天宮前駅方面

本石町一丁目・新日本橋駅・室町二丁目
- 日立自動車交通
  - 江戸バス 北循環：中央区役所行

また、付近に位置するマンダリン・オリエンタル東京（日本橋三井タワー）には東京空港交通により運行されている成田空港行の空港連絡バスが乗り入れている。

## 駅名と三越

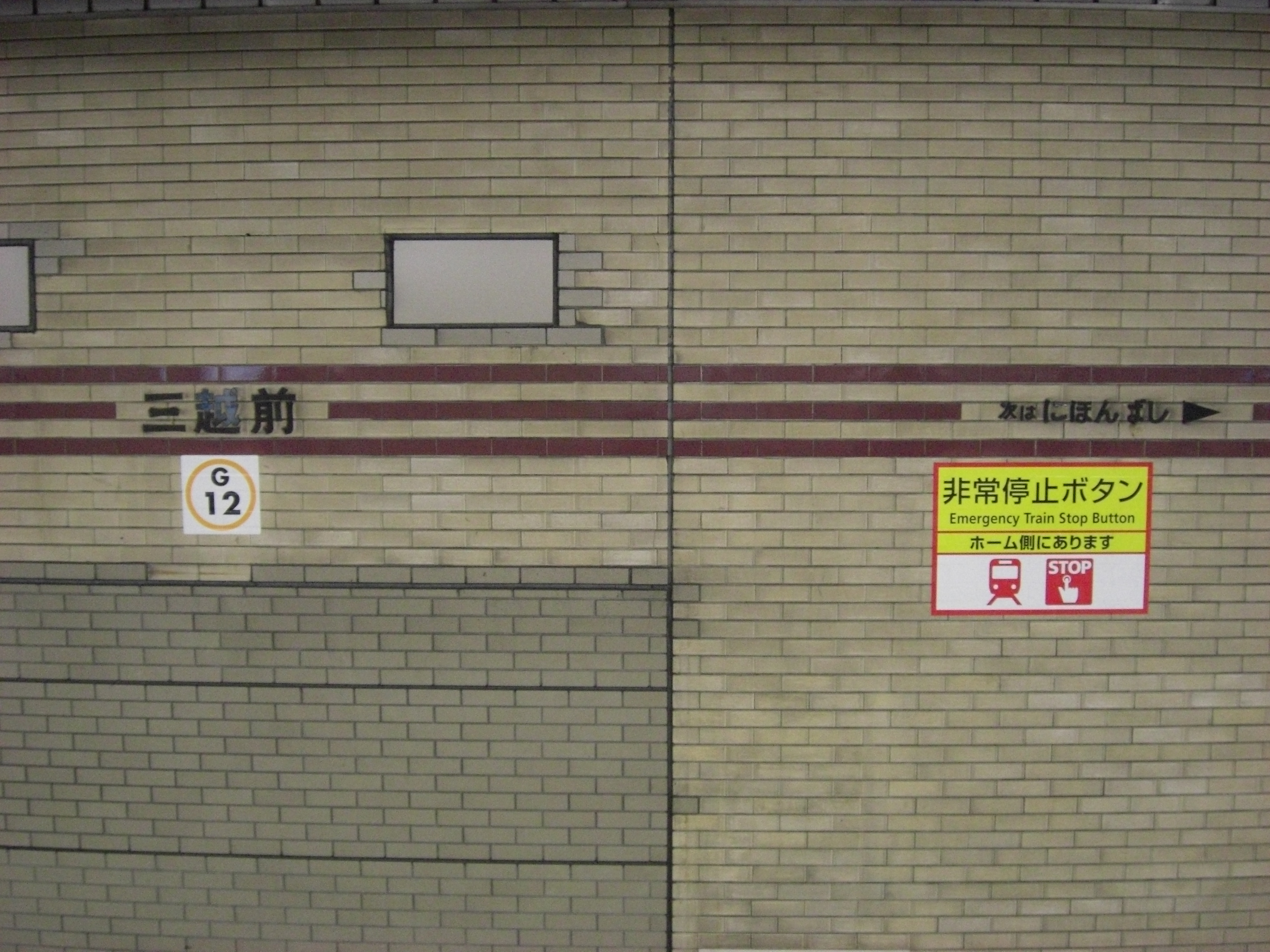
銀座線ホームの壁面

一説によると、新橋への延伸を目指しながらも資金難に陥っていた東京地下鉄道（現在の東京メトロ銀座線）に対し、目の前の中央通りに本店を構える三越が駅の出入り口と三越の店内を直結させることを条件に、駅の建設資金をほぼ全額（当時の価格で46万3000円）負担して開業させた駅であるとされる。
これに関し三越側では、店舗への直通出入口の設置費用を負担したという資料はあるものの、駅の建設費を全額負担したという資料は確認できないとしているが、東京メトロ側は銀座線リニューアル情報サイトにおいて、三越が建設費用を全額負担したと明記している。
一方、三井広報委員会によれば、三越が駅の全額負担をしたのは、工事の視察をしていた当時の三井銀行筆頭常務理事であった池田成彬が三越の負担で駅を設置することを提案したためとしている。このことは1934年刊行の「東京地下鉄道史」にも同主旨の記述がある。
この経緯から、銀座線ホームの壁面には三越の「三」をモチーフにした赤い3本線が引かれ、輸入タイル・大理石貼りや真鍮製手摺り、日本初の駅構内エスカレーターの設置、それに当駅独自の駅名標など、三越の意向を隅々まで反映して他の駅にない異例に豪華な意匠の内装が施された。また、後年開設された半蔵門線ホームの壁面デザインは三越の包装紙「華ひらく」をデザインした猪熊弦一郎の作品であるが、駅名標は他の営団→東京メトロの駅と同じものである。
なお、その後の駅施設の営団→東京メトロ管理部分の改修や、半蔵門線の駅施設の建設は、全額営団→東京メトロ側の費用負担により行われた。
東京地下鉄道では上野広小路駅（松坂屋）、日本橋駅（髙島屋・白木屋）、京橋駅（明治屋）、銀座駅（松屋・三越）の5駅が駅上の百貨店等の資金提供を受けて建設されているが、これらは駅名に百貨店等の屋号を入れるまでに至っていない。
半蔵門線が当駅までの部分開業だった時代、直通運転先である東京急行電鉄（現・東急電鉄）は自社グループの東急百貨店との競合から、自社線内では「半蔵門線直通電車」や「半蔵門線方面行き電車」など行き先を曖昧にしたアナウンスを行い、「三越」と呼ぶことを可能な限り避けていた。その後、1990年に半蔵門線が水天宮前駅まで延伸したことで、このアナウンスは解消された。

## 隣の駅
東京地下鉄（東京メトロ）
 銀座線
日本橋駅 (G 11) - 三越前駅 (G 12) - 神田駅 (G 13)
 半蔵門線
大手町駅 (Z 08) - 三越前駅 (Z 09) - 水天宮前駅 (Z 10)